# Izbište
Izbište (serbisch-kyrillisch Избиште, ungarisch Izbistye, rumänisch Praneaora, deutsch Izbischte) ist ein Ort im serbischen Banat und gehört zum Verwaltungsgebiet der Stadt Vršac. Im Ort lebten im Jahr 2011 1464 Menschen.

## Persönlichkeiten

### Söhne und Töchter der Stadt
- Žarko Zrenjanin Uča (1902–1942), jugoslawischer Volksheld, hoher Funktionär der BdKJ und Organisator des Widerstands gegen den Faschismus in der Vojvodina
- Isa Jovanović (1906–1983), jugoslawischer Volksheld, Partizan während des Zweiten Weltkriegs und hoher Parteifunktionär der BdKJ
- Anđa Ranković (1909–1942), jugoslawische Volksheldin und Partisanin während des Zweiten Weltkriegs